# Valve de l'urètre postérieur
La valve de l'urètre postérieur est une malformation congénitale qui se caractérise par un défaut et persistance de la formation des replis membraneux de la muqueuse de l'urètre postérieur faisant un clapet dans sa lumière empêchant l'écoulement de l'urine qui provient de la vessie.
C'est une cause fréquente de rétention aiguë d'urine chez les nourrissons.